# Crânio de Gawis
O crânio de Gawis é uma porção de um crânio de hominídeo fóssil descoberto em 16 de fevereiro de 2006 perto da drenagem de Gawis, um afluente do rio Awash na Depressão de Afar, na Etiópia. Apesar da presença de camadas de cinzas vulcânicas que são essenciais para a datação, o crânio só é geralmente datado entre 200.000 e 500.000 anos atrás devido a questões tafonômicas.